# Ernst Schröder
Se även Ernst Schröder (matematiker)
Ernst Schröder, född 27 januari 1915 i Wanne-Eickel, Kejsardömet Tyskland (nu Herne, Tyskland), död 26 juli 1994 i Berlin, var en tysk skådespelare. Schröder fick fast engagemang på Schillertheater 1938-1945 och 1940 filmdebuterade han i Friedrich Schiller. Efter kriget verkade han fortsatt vid olika tyska teaterscener i såväl dramatiska som komiska roller och undervisade i teater vid Freie Universität Berlin. Hans spelstil kännetecknades av expressionism. Ibland hade han huvudroller i filmer som i Stresseman 1957 där han gestaltade den tyske utrikesministern Gustav Stresemann. Senare medverkade han även i TV-produktioner, till exempel flera avsnitt av Den gamle deckarräven. Schröder begick suicid 1994 till följd av en cancerdiagnos.

## Filmografi, urval
- 1940 – Friedrich Schiller - Der Triumph eines Genies
- 1942 – Den stora skuggan
- 1951 – Förvildad ungdom
- 1953 – Träffpunkt Berlin
- 1954 – Skandal i sista ringen
- 1956 – Mysteriet Anastasia
- 1957 – Stresemann
- 1962 – Den längsta dagen
- 1962 – Maskerad agent
- 1964 – Besöket
- 1965 – Den fantastiske Angelique
- 1974 – Täcknamn Odessa